# 尖齿臭茉莉
尖齿臭茉莉（学名：Clerodendrum lindleyi）为唇形科大青属的植物，为中国的特有植物。分布在中国大陆的浙江、广东、贵州、江西、湖南、云南、江苏、安徽、广西等地，生长于海拔200米至2,800米的地区，常生于沟边、山坡、杂木林以及路边，目前尚未由人工引种栽培。

## 别名
臭茉莉（中国树木分类学） 臭牡丹（海南植物志） 鬼点火